# Emtunga
Emtunga è un'area urbana della Svezia situata nel comune di Vara, contea di Västra Götaland.
La popolazione rilevata nel censimento 2010 era di 273 abitanti .